# Collegio elettorale di Belluno (Camera dei deputati)
Il collegio di Belluno fu un collegio elettorale uninominale della Repubblica Italiana per l'elezione della Camera dei deputati. Apparteneva alla circoscrizione Veneto 2 e fu utilizzato per eleggere un deputato nella XII, XIII e XIV legislatura.
Venne istituito nel 1993 con la cosiddetta Legge Mattarella (Legge n. 277, Nuove norme per l'elezione della Camera dei deputati), attuata in seguito al referendum abrogativo del 1993. La legge istituì per la Camera dei deputati e per il Senato della Repubblica un sistema di elezione misto, in parte maggioritario e in parte proporzionale. Il 75% dei parlamentari dell'assemblea veniva eletto in collegi uninominali tramite sistema maggioritario a turno unico; il restante 25% alla Camera veniva eletto tramite sistema proporzionale con liste bloccate.
Il collegio venne abolito insieme a tutti gli altri che costituivano la Camera con la promulgazione della legge elettorale successiva, la cosiddetta Legge Calderoli. Questa prevedeva un sistema proporzionale con premio di maggioranza, che alla Camera veniva attribuito a livello nazionale.

## Territorio
Il collegio di Belluno era uno dei 37 collegi uninominali in cui era suddiviso il Veneto e, come previsto dal D.Lgs. del 20 dicembre 1993 n. 536, era interamente compreso nella provincia di Belluno e comprendeva i seguenti comuni: Auronzo di Cadore, Belluno, Borca di Cadore, Calalzo di Cadore, Castellavazzo, Chies d'Alpago, Cibiana di Cadore, Colle Santa Lucia, Comelico Superiore, Cortina d'Ampezzo, Danta di Cadore, Domegge di Cadore, Farra d'Alpago, Forno di Zoldo, Livinallongo del Col di Lana, Longarone, Lorenzago di Cadore, Lozzo di Cadore, Ospitale di Cadore, Perarolo di Cadore, Pieve d'Alpago, Pieve di Cadore, Ponte nelle Alpi, Puos d'Alpago, San Nicolò di Comelico, San Pietro di Cadore, San Vito di Cadore, Santo Stefano di Cadore, Sappada, Soverzene, Tambre, Valle di Cadore, Vigo di Cadore, Vodo Cadore, Zoldo Alto e Zoppè di Cadore.

## Eletti
| Elezione | Elezione | Deputato       | Partito                 |
| -------- | -------- | -------------- | ----------------------- |
|          | 1994     | Paolo Bampo    | Polo delle Libertà (LN) |
|          | 1996     | Paolo Bampo    | Lega Nord               |
|          | 2001     | Maurizio Paniz | Casa delle Libertà (FI) |

## Dati elettorali

### XII legislatura

#### Risultati proporzionale
| Coalizioni        | Coalizioni            | Liste                       | Liste                              | Voti   | %     |
| ----------------- | --------------------- | --------------------------- | ---------------------------------- | ------ | ----- |
|                   | Polo delle Libertà    |                             | Lega Nord                          | 23.671 | 31,55 |
|                   | Polo delle Libertà    | Forza Italia                | 16.373                             | 21,82  |       |
| Totale coalizione | Totale coalizione     | 40.044                      | 53,37                              |        |       |
|                   | Progressisti          |                             | Partito Democratico della Sinistra | 7.317  | 9,75  |
|                   | Progressisti          | Rifondazione Comunista      | 3.093                              | 4,12   |       |
|                   | Progressisti          | Federazione dei Verdi       | 2.636                              | 3,51   |       |
|                   | Progressisti          | Partito Socialista Italiano | 1.973                              | 2,63   |       |
| Totale coalizione | Totale coalizione     | 15.019                      | 20,01                              |        |       |
|                   | Patto per l'Italia    |                             | Partito Popolare Italiano          | 11.365 | 15,15 |
|                   | Alleanza Nazionale    | Alleanza Nazionale          | Alleanza Nazionale                 | 6.400  | 8,53  |
|                   | Lega Autonomia Veneta | Lega Autonomia Veneta       | Lega Autonomia Veneta              | 2.204  | 2,94  |
| Totale            | Totale                | Totale                      | Totale                             | 75.032 |       |

#### Risultati uninominale
|                               | Paolo Bampo ✔️ Eletto | Polo delle Libertà (FI - LN - CCD - UDC) | 39 864 | 53,02 |  |  |  |  |  |
|                               | Marco Perale          | Patto per l'Italia                       | 14 207 | 18,90 |  |  |  |  |  |
|                               | Bruna Sartena         | Progressisti                             | 13 306 | 17,70 |  |  |  |  |  |
|                               | Guido De Zordo        | Alleanza Nazionale                       | 7 807  | 10,38 |  |  |  |  |  |
| Totale                        | Totale                | Totale                                   | 75 184 | 100   |  |  |  |  |  |
|                               |                       |                                          |        |       |  |  |  |  |  |
| Fonte: Ministero dell'interno |                       |                                          |        |       |  |  |  |  |  |

### XIII legislatura

#### Risultati proporzionale
| Coalizioni        | Coalizioni          | Liste                                     | Liste                              | Voti   | %     |
| ----------------- | ------------------- | ----------------------------------------- | ---------------------------------- | ------ | ----- |
|                   | Lega Nord           | Lega Nord                                 | Lega Nord                          | 27.176 | 37,57 |
|                   | Polo per le Libertà |                                           | Forza Italia                       | 15.802 | 21,85 |
|                   | Polo per le Libertà | Alleanza Nazionale                        | 6.689                              | 9,25   |       |
|                   | Polo per le Libertà | CCD-CDU                                   | 2.583                              | 3,57   |       |
| Totale coalizione | Totale coalizione   | 25.074                                    | 34,67                              |        |       |
|                   | L'Ulivo             |                                           | Partito Democratico della Sinistra | 5.891  | 8,14  |
|                   | L'Ulivo             | Rinnovamento Italiano                     | 5.078                              | 7,02   |       |
|                   | L'Ulivo             | Popolari per Prodi (PPI-SVP-PRI-UD-Prodi) | 4.165                              | 5,76   |       |
|                   | L'Ulivo             | Federazione dei Verdi                     | 1.525                              | 2,11   |       |
| Totale coalizione | Totale coalizione   | 16.659                                    | 23,03                              |        |       |
|                   | Progressisti        |                                           | Rifondazione Comunista             | 3.423  | 4,73  |
| Totale            | Totale              | Totale                                    | Totale                             | 72.332 |       |

#### Risultati uninominale
|                               | Paolo Bampo ✔️ Eletto | Lega Nord                       | 26 651 | 37,00 |  |  |  |  |  |
|                               | Giulio Tremonti       | Polo per le Libertà             | 24 163 | 33,55 |  |  |  |  |  |
|                               | Paolo Garna           | L'Ulivo - Lega Autonomia Veneta | 21 206 | 29,44 |  |  |  |  |  |
| Totale                        | Totale                | Totale                          | 72 020 | 100   |  |  |  |  |  |
|                               |                       |                                 |        |       |  |  |  |  |  |
| Fonte: Ministero dell'interno |                       |                                 |        |       |  |  |  |  |  |

### XIV legislatura

#### Risultati proporzionale
| Coalizioni        | Coalizioni                         | Liste                              | Liste                                 | Voti   | %     |
| ----------------- | ---------------------------------- | ---------------------------------- | ------------------------------------- | ------ | ----- |
|                   | Casa delle Libertà                 |                                    | Forza Italia                          | 21.434 | 31,86 |
|                   | Casa delle Libertà                 | Lega Nord                          | 5.768                                 | 8,57   |       |
|                   | Casa delle Libertà                 | Alleanza Nazionale                 | 4.667                                 | 6,94   |       |
|                   | Casa delle Libertà                 | CCD-CDU                            | 1.414                                 | 2,10   |       |
|                   | Casa delle Libertà                 | Nuovo PSI                          | 538                                   | 0,60   |       |
| Totale coalizione | Totale coalizione                  | 33.821                             | 49,47                                 |        |       |
|                   | L'Ulivo                            |                                    | La Margherita (Dem - PPI - RI- UDEUR) | 20.170 | 29,98 |
|                   | L'Ulivo                            | Democratici di Sinistra            | 2.502                                 | 3,72   |       |
|                   | L'Ulivo                            | Il Girasole (FdV - SDI)            | 706                                   | 1,05   |       |
|                   | L'Ulivo                            | Comunisti Italiani                 | 481                                   | 0,62   |       |
| Totale coalizione | Totale coalizione                  | 23.859                             | 35,37                                 |        |       |
|                   | Lista Di Pietro                    | Lista Di Pietro                    | Lista Di Pietro                       | 3.100  | 4,61  |
|                   | Rifondazione Comunista             | Rifondazione Comunista             | Rifondazione Comunista                | 1.983  | 2,95  |
|                   | Lista Pannella - Bonino            | Lista Pannella - Bonino            | Lista Pannella - Bonino               | 1.613  | 2,40  |
|                   | Liga Fronte Veneto                 | Liga Fronte Veneto                 | Liga Fronte Veneto                    | 1.434  | 2,13  |
|                   | Movimento Sociale Fiamma Tricolore | Movimento Sociale Fiamma Tricolore | Movimento Sociale Fiamma Tricolore    | 844    | 2,10  |
|                   | Democrazia Europea                 | Democrazia Europea                 | Democrazia Europea                    | 644    | 0,96  |
|                   | Abolizione scorporo                | Abolizione scorporo                | Abolizione scorporo                   | 56     | 0,08  |
|                   | Paese Nuovo                        | Paese Nuovo                        | Paese Nuovo                           | 42     | 0,06  |
| Totale            | Totale                             | Totale                             | Totale                                | 67.274 |       |

#### Risultati uninominale
|                               | Maurizio Paniz ✔️ Eletto | Casa delle Libertà | 29 964 | 44,52 |  |  |  |  |  |
|                               | Maurizio Fistarol        | L'Ulivo            | 27 730 | 41,20 |  |  |  |  |  |
|                               | Piero Perera             | Liga Fronte Veneto | 3 564  | 5,30  |  |  |  |  |  |
|                               | Carlo Gustavo Giuliana   | Lista Di Pietro    | 2 888  | 4,29  |  |  |  |  |  |
|                               | Giorgino Piller Puicher  | Democrazia Europea | 1 602  | 2,38  |  |  |  |  |  |
|                               | Claudia Di Grazia        | Fiamma Tricolore   | 1 551  | 2,30  |  |  |  |  |  |
| Totale                        | Totale                   | Totale             | 67 299 | 100   |  |  |  |  |  |
|                               |                          |                    |        |       |  |  |  |  |  |
| Fonte: Ministero dell'interno |                          |                    |        |       |  |  |  |  |  |